# Val de Moiry
Val de Moiry – dolina w Szwajcarii w kantonie Valais, w Alpach Pennińskich. Jej wylot znajduje się w miejscowości Mission, gdzie dolina Val d'Anniviers rozdziela się na dwie doliny: zachodnią Val de Moiry i wschodnią Val de Zinal. Stamtąd Val de Moiry biegnie na południe między wschodnią, a zachodnią granią masywu Dent Blanche - Cornier. Wschodnia grań oddziela dolinę Val de Moiry od doliny Val de Zinal, a zachodnia od doliny Val d'Hérens z jej górną odnogą doliną Val de Ferpècle.

W dolnej części Val de Moiry znajduje się miejscowość Grimentz, natomiast górną część zajmuje sztuczne jezioro Lac de Moiry z tamą zbudowaną w latach 1954-1958, o wysokości 148 m i długości 610 m. Jezioro zaporowe nie dochodzi do położonego w zamknięciu doliny lodowca Glacier de Moiry na zboczach szczytu Grand Cornier. Doliną spływa duży potok zwany La Gougra, tworzony przez wody wypływające spod wspomnianego wyżej lodowca. Poniżej czoła lodowca potok ten przepływa przez naturalne jeziorko morenowe Lac de Châteaupré, którego lustro wody znajduje się na wysokości 2352 m n.p.m., po czym zasila zbiornik zaporowy.

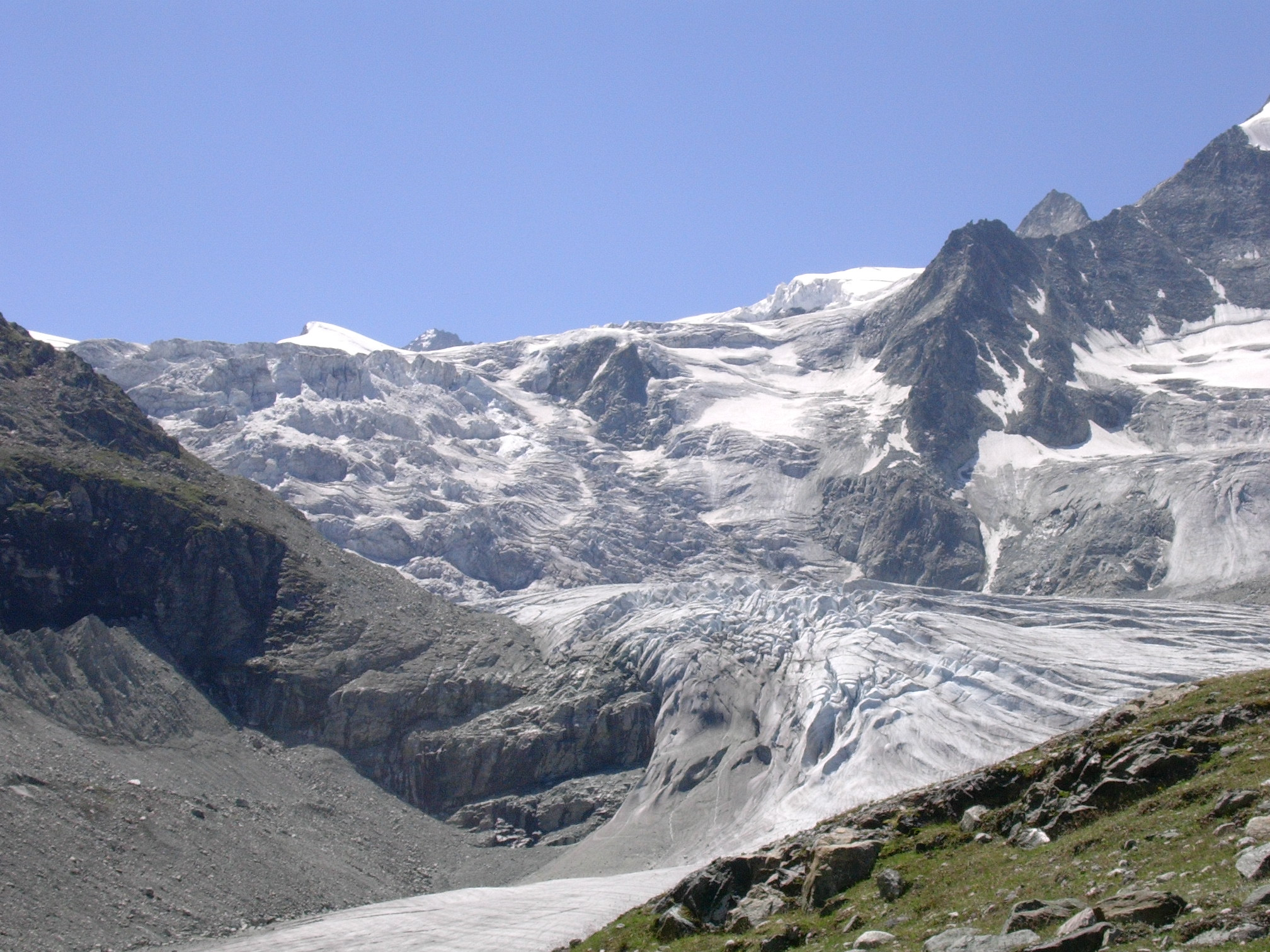
Lodowiec Glacier de Moiry

## Znaczenie turystyczne
Val de Moiry jest często odwiedzana przez turystów, zarówno dla jeziora zaporowego jak i ze względu na możliwości niezbyt trudnych wycieczek górskich. Zwłaszcza, że prawie aż do stóp lodowca Moiry doliną prowadzi droga jezdna z Grimentz. Znaczną różnicę wysokości w rejonie zapory pokonuje ona dwoma zakosami, z których drugi kończy się długim na 280 m tunelem, wyprowadzającym na niewielki parking położony przy końcu korony zapory, tuż nad lustrem wody. Korona zapory jest dostępna dla ruchu pieszego. Z jej drugiego końca biegną ścieżki, które dają dostęp do kolejnych dwóch jeziorek, położonych na zachodnich zboczach doliny: Lac des Autannes (2685 m n.p.m.) oraz Lac de Lona (2640 m n.p.m.). Wody tego drugiego, poprowadzone podziemnym rurociągiem, zasilają zbiornik zaporowy Moiry.
Od zapory droga biegnie w górę doliny jej wschodnim zboczem, tuż nad brzegami zbiornika i kończy się na drugim parkingu, położonym tuż przed jeziorkiem Lac de Châteaupré. Stąd można dojść do bliskiego już czoła lodowca Moiry, do położonego wyżej na zachodnim zboczu doliny jeziorka Lac de la Bayenna (2548 m n.p.m.) a także wyruszyć na nieco dalszą wycieczkę, np. do schroniska CAS Cabane de Moiry, położonego na wschodnim stoku doliny, nad jęzorem lodowca, na wysokości 2825 m n.p.m.